# 黒田直純
黒田 直純（くろだ なおずみ）は、上野沼田藩の第2代藩主、のちに上総久留里藩の初代藩主。久留里藩黒田家2代。

## 生涯
宝永2年（1705年）4月23日、本多正矩の次男として江戸で生まれる。
沼田藩の先代藩主黒田直邦の婿養子だった直基が早世したため、その未亡人（直邦の娘）と結婚して享保6年（1721年）12月に新たな養嗣子となる。
享保20年（1735年）の直邦の死去により家督を継いだ。
寛保2年（1742年）7月28日、沼田から久留里へ移封された。久留里城再建のため、5千両を給わる。
翌年6月に大坂城加番を命じられる。
寛延2年（1749年）12月18日、奏者番に任じられた。
宝暦13年（1763年）12月18日、従四位下に昇進する。同日、奏者番の職を解かれる。
安永4年（1775年）閏12月27日に死去した。享年71。
跡を先代の直邦の実子で養子の直亨が継いだ。

## 系譜
父母
- 本多正矩（実父）
- 黒田直邦（養父）

正室
- 三千子、華厳院 ー 黒田直邦の五女

子女
- 黒田直弘（長男）
- 亀次郎
- 長吉
- 京極高慶正室
- 津軽著高正室
- 上田義陳正室のち勝田元忠継室
- 三枝守富正室
- 杉浦正勝正室
- 芳姫 ー 松平信礼正室
- 森光嶢正室

養子、養女
- 黒田直亨 ー 黒田直邦の次男
- 本多忠栄正室 ー 黒田直基の娘